# Kovács Jenő (állatorvos)
Kovács Jenő (Lepsény, 1910. március  7. – 1990. november 15.) magyar állatorvos, vegyészmérnök, egyetemi tanár, az Állatorvostudományi Egyetem rektora (1963–1966).

## Élete
1910. március 7-én született Lepsényben, kispolgári családban. Elemi iskoláit szülőfalujában járta ki, majd a Ciszterci Rend Szent István Gimnáziumának diákja lett, ahol kiváló tanulóként érettségizett. 1932-ben kapott állatorvosi diplomát, majd öt évig a kémiai tanszék tanársegédjeként dolgozott Gróh Gyula professzor mellett, közben megszerezve második, vegyész szakos diplomáját is. 1936-ban vegyészdoktorrá avatták; később – 1952-ben, addigi munkássága elismeréseként – megszerezte az állatorvos-tudományok doktora címet is.
1937-től az Országos Állategészségügyi Intézet munkatársa lett, majd 1940-ben megbízták azzal, hogy szervezze újjá és vezesse az állatorvosképzés akkori felsőfokú intézményének gyógyszertani és méregtani tanszékét (melynek abban az időben már ötödik éve nem volt vezetője). Megbízatását mindössze két segítővel, egy állatorvosjelölttel és egy hivatalsegéddel kezdte, de – a kar anyagi támogatásával – rövid időn belül korszerű, jól felszerelt és kutatásra is alkalmas tanszéket fejlesztett ki. Az állatorvosképzés folyamatosan frissülő igényeinek megfelelően dolgozta ki a gyógyszertan oktatási metodikáját és kutatási irányait. Ebben személyi attitűdjei, kutatói precizitása mellett döntő része volt annak is, hogy ô volt az intézmény első állatorvos-farmakológusa. Csaknem négy évtizeden át, 1940 és 1979 között vezette az egyetem gyógyszertani tanszékét.
Kutatásai a gyógyszer- és méregtan sok területére terjedtek ki; ezek közül a fontosabbak közt említhetők a szopós malacok és borjak Escherichia coli okozta emésztőszervi betegségének gyógykezelésével és különböző kemoterápiás szerek kifejlesztésével kapcsolatos kísérletei. Hazai és külföldi szaklapokban publikált tudományos közleményeinek száma megközelíti a százat. Oktatói hitvallása az volt, hogy meggyőzően tanítani csak az tud, aki a maga területén kutatómunkát is végez. 
Elsőként hívta fel a figyelmet a gyógyszerek egymás közti kölcsönhatására, a maradékanyagok jelentőségére – úgy közegészségügyi, mint állategészségügyi szempontból –, illetve a hozamnövelő készítmények alkalmazásából fakadó egyes problémákra. Fontosnak tartotta, hogy a magyar gyógyszeripar fejlesztése minél nagyobb arányban terjedjenek ki az állattenyésztés területére is, illetve hogy az állatorvosi munkában minél nagyobb teret kapjon a prevenció.
Szívügye volt az oktatás is; pályatársai és diákjai egyaránt kiváló tanárnak tartották, tartalmas, gyakran humoros, sőt sziporkázó előadásait élményszerűeknek írták le. 1952-ben megírt tankönyve, az Állatorvosi gyógyszertan, majd annak bővített és jócskán átdolgozott kiadása remek pedagógiai érzékkel megírt, logikusan felépített és választékos, szép nyelvezetű mű volt, amely nemcsak a tanulást, tájékozódást szolgálja, de kellemes olvasmány is. 
Tudományának országosan elismert művelője, egyetemének egyik legjobb előadója volt. Oktató-nevelő munkája – felettesei értékelése szerint – példamutató, önmagával és munkatársaival szemben is igényes volt. Tudományos munkája széles körre terjedt ki – számos új állatgyógyászati készítmény kifejlesztése fűződött a nevéhez – és ehhez kapcsolódóan a szakirodalmi munkássága is jelentős volt. Mindezek elismeréseként – mivel a főhatóságai felső szintű vezetésre is rátermettnek ítélték – a Magyar Forradalmi Munkás-Paraszt Kormány Losonczi Pál földművelésügyi miniszter 1963. július 30-i előterjesztése nyomán az egyetem rektorává nevezte ki; tisztségét egy cikluson át, három éven keresztül viselte.
Tagja volt az Országos Állategészségügyi Tanácsnak, a Magyar Állatorvosok Lapja szerkesztő bizottságának, a Pharmacopoea Hungarica egyik albizottságának és haláláig tiszteletbeli elnöke a Magyar Agrártudományi Egyesület Állatorvosok Társasága gyógyszer-terápiai és toxikológiai szakosztályának. Eredményes munkásságáért kétszer is kitüntették a Munka Érdemrend arany fokozatával; megkapta a Hutÿra Ferenc-, a Marek József- és a Magyary Kossa-emlékérmet, valamint a brnói Állatorvosi Főiskola által adományozott Pešina-emlékérmet, a Lipcsei Egyetem Állatorvosi Fakultása pedig 1980-ban tiszteletbeli doktorává avatta. Saját egyeteme 1984-ben a doctor honoris
causa címmel tüntette ki.
1990. november 15-én hunyt el, utolsó útjára 1990. november 29-én kísérték a Farkasréti temetőben. A 46/1 parcella 1. sor 39. sírhelyén nyugszik, mészkő síremlékének csiszolatlan, álló lapjának felirata: "DR. KOVÁCS JENŐ / EGYETEMI TANÁR / 1910-1990".

## Emlékezete
- Emléktábláját 2000. október 21-én avatták fel a gyógyszertani tanszék előcsarnokában.
- Szobrát (Domonkos Béla alkotása) 2003. október 17-én leplezték le a tanszék előtt

## Külső hivatkozások
- Kovács Jenő professzor 80 esztendős. Magyar Állatorvosok Lapja, 1990 45. 11. 659–660.
- Búcsú Kovács Jenő professzortól 1910–1990. Magyar Állatorvosok Lapja, 1991. 46. 4. 197–201.
- Semjén Gábor: In memoriam Prof. Dr. Kovács Jenő. Magyar Állatorvosok Lapja, 2001. 123. 3. 131–134.
- Lehel József–Semjén Gábor: In memoriam Kovács Jenô professzor (1910–1990). Állatorvosi Farmakoterápiai és Toxikológiai Társaság – Szent István Egyetem Állatorvos-tudományi Kar Gyógyszertani és Méregtani Tanszék, Budapest, 2000. 32. p.